# Роза 'Царица Севера'
Ро́за 'Цари́ца Се́вера' — сорт роз, относится к классу Гибриды розы Ругоза.
'Царица Севера' выращена Эдуардом Регелем в Санкт-Петербурге из семян Rosa rugosa, полученных из Японии в 1860 году.
В настоящее время сорт распространён в Финляндии, Эстонии и Норвегии. Напоминает 'Hansa', но цветы 'Царицы Севера' мельче, темнее и с мягким ароматом, куст более эстетичен, а повторное цветение меньше выражено.

## Биологическое описание
Высота до 120 см.
Листочки светло-зелёные, заострённые.
Цветки махровые, тёмно-розовые с фиолетовым оттенком, диаметром около 7 см. В группах по 3—7 штук. 
Аромат средней интенсивности.

## В культуре
Цветение однократное, иногда повторное.
Зоны морозостойкости (USDA-зоны): от 2b до 8b.
Сорт отличается высокой степенью выносливости к неблагоприятным условиям произрастания.